# Brigid Brophy
Brigid Antonia Brophy (Londra, 12 giugno 1929 – Louth, 7 agosto 1995) è stata una scrittrice e attivista britannica. Prolifica autrice di romanzi e saggi di critica letteraria, guidò campagne di sensibilizzazione contro la guerra, a favore dei diritti LGBT, del vegetarianismo e dei diritti degli animali.

## Biografia
Figlia di John Brophy e Charis Grundry, nacque nel quartiere londinese di Ealing e a quindici anni vinse una borsa di studio per l'Università di Oxford, dove studiò lettere classiche al St Hugh's College; non ottenne mai la laurea e fu costretta ad abbandonare gli studi prima del quarto anno. Nel 1953 pubblicò una raccolta di racconti, The Crown Princess, e il suo primo romanzo, Hackenfeller's Ape, premiato al Cheltenham Literature Festival. Dichiaratamente bisessuale, nel 1954 sposò lo storico dell'arte Michael Levey, con cui ebbe una figlia nel 1957. Il matrimonio tra i due era aperto e Brophy ebbe relazioni importanti con Iris Murdoch e Maureen Duffy.
Nel 1964 il suo romanzo The Snow Ball ottenne il plauso della critica, che lo considerò il suo capolavoro. Nel 1967 la sua commedia The Burglar fu presentata nel West End, rivelandosi però un clamoroso insuccesso. Ad essa seguì il suo libro meno convenzionale, The Adventures of God in his Search for the Black Girl, che risentiva dell'influenza del postmodernismo. Pubblicò il suo ultimo romanzo (Palace Without Chairs: A Baroque Novel) nel 1978. Parallelamente alla narrativa, Brophy scrisse anche numerosi saggi su argomenti diversi che spaziavano da Mozart alla narratologia, da Aubrey Beardsley a Ronald Firbank, dalla crudeltà sugli animali alla guerra del Vietnam.
Nei primi anni Ottanta le fu diagnosticata la sclerosi multipla che la portò alla morte nel 1995 all'età di 66 anni.